# El guerrer de l'alba
El guerrer de l'alba (títol original: Steel Dawn) és una pel·lícula estatunidenca dirigida per Lance Hool, estrenada l'any 1987. Ha estat doblada al català. Es tracta de l'un dels escassos films que reuneix Patrick Swayze i la seva dona Lisa Niemi.

## Argument
Sobre un planeta Terra desèrtic, un vell soldat ara vagabund defensa els interessos d'una granja hidràulica contra un tirà oportunista qui busca acaparar-se una font inesgotable d'aigua pura.

## Repartiment
- Patrick Swayze: Nomad
- Lisa Niemi: Kasha
- Brion James: Tark
- Anthony Zerbe: Damnil
- Brett Hool: Jux
- Christopher Neame: Sho
- John Fujioka: Cord
- Marcel van Heerden: Lann
- Joseph Ribeiro: Cali
- Arnold Vosloo: Makker
- James Whyle: Tooey
- Alex Heyns: el sacerdot